# Concessione russa di Tientsin
La concessione russa di Tientsin fu stabilita nel 1903, ma non venne mai completata. Situata sulla riva orientale del fiume Hai He, lungo una curva del fiume, che la divideva in due distretti (orientale ed occidentale) la cui superficie complessiva ammontava a 3,38 Km² (la seconda concessione per superficie). Nel 1920 il governo cinese riprese possesso del territorio della concessione con il consenso della Repubblica Socialista Federativa Sovietica Russa. Nel 1924, dopo la creazione ufficiale dell'Unione Sovietica, il governo sovietico rinunciò a qualsiasi diritto sulla concessione.

## Lista dei Consoli Generali
- Nikolaj Vasil'evič Laptev (1903-1907)
- Nikolaj Maksimovič Poppe (1907-1909)
- Nikolaj Sergeevič Muljukin (1909-1910)
- Hristofor Petrovič Kristi (1910-1913)
- Konstantin Viktorovič Uspenskij (1913-1914)
- Pëtr Genrihovič Tidemann (1914-1920)